# Ogulnius hayoti
Espèce
Ogulnius hayoti est une espèce d'araignées aranéomorphes de la famille des Theridiosomatidae.

## Distribution
Cette espèce est endémique de Martinique.

## Publication originale
- Lopez, 1994 : Ogulnius hayoti n.sp. et autres araignées de la Martinique (Theridiosomatidae). Bulletin de la Société Sciences Nat, no 81, p. 7-15.